# 스트랭글
스트랭글(strangle)은 금융시장의 옵션계약을 거래할 때 사용되는 전략을 말한다. 옵션을 매수하는 매수 스트랭글의 경우 양매수, 매도하는 매도 스트랭글의 경우 양매도라고도 불린다.

## 숏 스트랭글과 롱 스트랭글
행사가가 다른 콜 옵션과 풋 옵션을 동시에 매수하거나 매도해서 일정한 행사가 범위로 손실 또는 이익을 제한하게 된다. 행사가가 다른 콜과 풋을 매수하거나 매도하는 전략은 스트랭글이라고 한다.

### 숏(매도) 스트랭글
숏 스트랭글(short strangle)은 행사가가 다른 콜과 풋을 매도하는 것이다. 만기 손익 차트에서 그릇을 엎은 모양으로 그려진다. 최종거래일에 기초자산이 매도한 옵션의 행사가격 범위 내에서 거래되면 옵션 매도대금을 그대로 이익으로 확보할 수 있는 횡보 옵션전략이다. 옵션이 행사되면 얼마나 깊게 만기가 도래하였는지에 따라 매도대금을 제외한 불리한 가격으로 기초자산을 인도하거나 매수해야 하지만 콜옵션과 풋옵션을 동시에 매도했기 때문에 기초자산이 하락한 경우에는 콜옵션으로, 상승한 경우에는 풋옵션 가격으로 손실이 제한된다.

### 롱(매수) 스트랭글

스트랭글 매수의 손익 차트.

롱 스트랭글(long strangle)은 행사가가 다른 콜과 풋을 매수하는 것으로, 만기 손익 차트에서 그릇 모양처럼 그려진다. 만약 최종거래일에 기초자산 가격이 매수한 낮은 행사가격보다 하락하면 풋 옵션의 이익이 콜 옵션의 손실을 초과하고, 높은 행사가격보다 상승하면 콜 옵션의 이익이 풋 업션의 손실을 초과하게 된다. 그러나 행사가격간의 범위 안에서는 옵션을 행사할 수가 없으므로 완전히 손실이 발생한다. 때문에 롱 스트랭글은 기초자산이 적어도 행사가격간의 차이를 초과하는 움직임을 보여야 이익이 발생하므로 변동성 옵션전략이라고 불린다.

## 비슷한 전략
- 스트래들: 스트래들과 스트랭글은 비슷해 보이지만, 콜과 풋의 행사가가 다르다는 점이 결정적인 차이이다. 스트랭글은 투자자가 수익 구간을 조절할 수 있고 행사가가 외가격에 있을 경우 스트래들보다 저렴할 수 있다.
- Gut: 행사가가 내가격에 있는 경우 Gut이라고 부른다.

## 같이 보기
- 옵션계약
- 옵션전략
- 코스피200 주가지수옵션